# Stan Washington
Stanley Washington, detto Stan (Washington, 23 gennaio 1952), è un ex cestista statunitense, professionista nella NBA.

## Carriera
Venne selezionato con la 12ª scelta al quarto giro del Draft NBA 1974 (66ª assoluta) dai Washington Bullets, con cui disputò una partita nella stagione 1974-75. Successivamente fece parte di alcune squadre di esibizione.